# Matías Bizama
Matías Andrés Bizama Orellana (Santiago, 13 de enero de 1997), es un futbolista chileno. Juega como centrocampista y su último club fue el CD Provincial Osorno de la segunda división de Chile.

## Trayectoria

### Clubes
| Club                         | División | Temporada |
| ---------------------------- | -------- | --------- |
| U. de Chile · Chile          | 1.ª      | 2012-2015 |
| Deportes Santa Cruz · Chile  | 3.ª      | 2016-2017 |
| Colina · Chile               | 3.ª      | 2019-2020 |
| CD Provincial Osorno · Chile | 3.ª      | 2021-2023 |